# Marta Vergara
Marta Vergara Varas (2 tháng 1 năm 1898 – 1995) là một tác giả, biên tập viên, phóng viên và nhà hoạt động vì quyền phụ nữ người Chile. Được giới thiệu đến với nữ quyền quốc tế vào năm 1930, bà trở thành một nhân vật thiết yếu trong sự phát triển của Inter-American Commission of Women (CIM) giúp đỡ thu thập tài liệu về pháp luật ảnh hưởng tới quốc tịch của phụ nữ. Bà thúc đẩy Doris Stevens mở rộng phạm vi của nữ quyền quốc tế để bao gồm cả những vấn đề của phụ nữ trong công việc nhằm tìm kiếm sự bình đẳng. Là một thành viên sáng lập của Pro-Emancipation Movement of Chilean Women (tiếng Tây Ban Nha: Movimiento Pro-Emancipación de las Mujeres de Chile (MEMCh)), bà là biên tập viên của nguyệt san của nó La Mujer Nueva. Khi bị Đảng Cộng sản khai trừ bà chuyển tới sống ở châu Âu và trở thành phóng viên trong chiến tranh. Khi chiến tranh kết thúc, bà trở lại Washington, D.C. và làm việc tại CIM tiếp tục đấu tranh vì quyền bầu cử và sự bình đẳng của phụ nữ, trước khi trở lại Chile nơi bà tiếp tục công việc viết lách của mình.

## Tiểu sử
Marta Vergara Varas sinh ngày 2 tháng 1 năm 1898 tại Valparaíso, Chile, là con của Cristina Varas Valdovinos và Pedro Vergara Silva, là người con trẻ nhất trong ba chị em gái. Những năm đầu bà sống gần bờ biển, cho đến khi trận động đất diễn ra tại Valparaíso năm 1906 phá hủy ngôi nhà của gia đình bà và giết chết mẹ bà.